# Martin Hildebrandt
Martin Hildebrandt (* 30. November 1943 in Marienwerder) ist ein deutscher Politiker (FDP).

## Leben
Hildebrandt war bis zu seiner Flucht mit seiner Familie während des Zweiten Weltkrieges in Marienwerder wohnhaft und siedelte dann nach Bingen in Rheinland-Pfalz über. Er besuchte die Volksschule sowie das Stefan George-Gymnasium bis zum Jahr 1957. Im Folgenden wurde er bis ins Jahr 1965 Schüler des Goethe-Gymnasiums in Dieburg/Hessen. Nach seinem Schulabschluss wurde er für zwei Jahre Soldat bei der Bundeswehr und begann im Anschluss sein Studium der Politikwissenschaft und der Germanistik in Tübingen. Im Jahr 1968 wurde er zum Pressesprecher des Allgemeinen Studentenausschusses in Tübingen. Er war zudem Mitarbeiter der Frankfurter Rundschau bis zum Jahr 1972. Hildebrandt legte sein erstes und zweites Staatsexamen an und hatte zwischen 1974 und 1982 eine Tätigkeit als Lehrer am Christiangymnasium in Hermannsburg inne. Er war Mitglied des Beirates der Nord-LB sowie Vorsitzender des Aufsichtsrates der Polnisax mit Sitz in Warschau.

## Partei
Hildebrandt wurde im Jahr 1968 Mitglied der FDP. Er war Ortsvorsitzender der FDP in Rottenburg am Neckar sowie stellvertretender Kreisvorsitzender in Tübingen bis ins Jahr 1974. Im Kreisverband in Celle war er stellvertretender Vorsitzender von 1975 bis ins Jahr 1977 und im Anschluss bis 1979 Kreisvorsitzender. Seit Frühjahr 1979 war er Vorsitzender des FDP-Bezirksverbandes in Lüneburg und wurde im Jahr 1980 Mitglied des FDP-Landesvorstandes. 1992 wurde er zum Beisitzer im FDP-Bundesvorstand berufen.

## Öffentliche Ämter
Hildebrandt wurde in der zehnten bis zwölften Wahlperiode Mitglied des Niedersächsischen Landtages vom 21. Juni 1982 bis zum 20. Juni 1994. Hier war er Vorsitzender der FDP-Landtagsfraktion vom 22. Juni 1986 bis 20. Juni 1994. 